# Гравітаційне уповільнення часу
Гравітаційне уповільнення часу — це форма уповільнення часу, фактична різниця часу, що минув між двома подіями, виміряна спостерігачами, які перебувають на різних відстанях від гравітуючої маси. Чим нижчий гравітаційний потенціал (чим ближче годинник до джерела гравітації), тим повільніше плине час, прискорюваний зі збільшенням гравітаційного потенціалу (годинник віддаляється від джерела гравітації). Альберт Ейнштейн спочатку передбачив цей ефект у своїй теорії відносності, і відтоді його підтверджено тестами загальної теорії відносності.
Продемонстровано, що атомний годинник на різних висотах (і, отже, в точках з різними гравітаційним потенціалом) буде показувати різні часи. Ефекти, виявлені в таких наземних експериментах, надзвичайно малі, а відмінності вимірюються в наносекундах. Відносно віку Землі мільярди років ядро Землі фактично на 2,5 роки молодше від своєї поверхні. Демонстрація значних ефектів потребує великих відстаней від Землі або більшого гравітаційного джерела.
Гравітаційне уповільнення часу вперше описав Альберт Ейнштейн у 1907 році як наслідок спеціальної теорії відносності в прискорених системах відліку. В загальній теорії відносності вважається різницею в проходженні власного часу в різних положеннях, описуваних метричним тензором простору-часу. Існування гравітаційного уповільнення часу вперше підтверджено безпосередньо експериментом Паунда і Ребки в 1959 році.
При використанні формул загальної теорії відносності для розрахунку зміни енергії та частоти сигналу (за умови, що ми нехтуємо ефектами залежності від траєкторії, викликаними, наприклад, захопленням простору навколо обертової чорної діри) гравітаційне червоне зміщення точно обернене до величини червоного зміщення. Таким чином, спостережувана зміна частоти відповідає відносній різниці швидкості ходу годинника в точках прийому і передачі.
Тоді як гравітаційне червоне зміщення вимірює спостережуваний ефект, гравітаційне уповільнення часу говорить, який висновок можна зробити на основі результатів спостереження. Тобто, іншими словами: вимірюючи єдине червоне/фіолетове зміщення для будь-якого способу надсилання сигналів «звідти»—"сюди", ми приходимо до висновку, що однаковий з нашим годинник там йде «якось не так», швидше або повільніше.
Для статичного гравітаційного поля, гравітаційне червоне зміщення можна повністю пояснити різницею темпу ходу часу в точках з різними гравітаційним потенціалом. Процитуємо Вольфганга Паулі: «У разі статичного гравітаційного поля завжди можна вибрати часову координату, щоб величини gik від неї не залежали. Тоді число хвиль світлового променя між двома точками P1 і P2 також буде незалежним від часу і, отже, частота світла у промені, виміряна в заданій шкалі часу, буде однаковою в P1 і P2 і, таким чином, незалежною від місця спостереження.».
Однак, згідно з сучасною метрологією, час визначають локально для довільної світової лінії спостерігача (в окремому випадку — для однієї і тієї ж точки простору з плином часу) через тотожні атомні годинники (див. визначення секунди). За такого визначення часу темп ходу годинника строго заданий і буде відрізнятися від лінії до лінії (від точки до точки), внаслідок чого наявна різниця частот, наприклад, у досліді Паунда — Ребки, або червоне зміщення спектральних ліній, випромінених із поверхні Сонця або нейтронних зірок, що знаходить своє пояснення в різниці темпу перебігу фізичного часу (вимірюваного стандартним атомним годинником) між точками випромінювання і прийому. Справді, оскільки швидкість світла вважається сталою величиною, то довжина хвилі жорстко пов'язана з частотою {\displaystyle \lambda =cT=c/\nu }, тому зміна довжини хвилі рівносильна зміні частоти і навпаки.
Якщо в деякій точці випромінюються, наприклад, сферичні спалахи світла, то в будь-якому місці в ділянці з гравітаційним полем координатні «часові» інтервали між спалахами можна зробити однаковими — шляхом відповідного вибору часової координати. Реальна ж зміна вимірюваного часового інтервалу визначається різницею темпу ходу стандартного тотожного годинника між світовими лініями випромінювання і прийому. При цьому в статичному випадку абсолютно неважливо, чим конкретно передаються сигнали: світловими спалахами, горбами електромагнітних хвиль, акустичними сигналами, кулями чи бандеролями поштою — всі способи передавання будуть зазнавати абсолютно однакового «червоного/фіолетового зміщення».
В нестаціонарному випадку взагалі точним і інваріантним чином відокремити "гравітаційне зміщення від «доплерівського» неможливо, як наприклад, у разі розширення Всесвіту. Ці ефекти — однієї природи, і описуються загальною теорією відносності єдиним чином. Деяке ускладнення явища червоного зміщення для електромагнітного випромінювання виникає при обліку нетривіального поширення випромінювання в гравітаційному полі (ефекти динамічної зміни геометрії, відхилень від геометричної оптики, існування гравітаційного лінзування, гравімагнетизму, захоплення простору тощо, які роблять величину зміщення залежною від траєкторії поширення світла), але ці тонкощі не повинні затінювати початкової простої ідеї: швидкість ходу годинника залежить від його положення в просторі і часі.
В ньютонівській механіці пояснення гравітаційного червоного зміщення принципово можливе — знову-таки через уведення впливу гравітаційного потенціалу на хід годинника, але це дуже складно і непрозоро з концептуальної точки зору. Поширений спосіб виведення червоного зсуву як переходу кінетичної енергії світла {\displaystyle E=\hbar \omega } в потенціальну в самій основі апелює до теорії відносності і не може розглядатися як правильний. В ейнштейнівській теорії гравітації червоне зміщення пояснюється самим гравітаційним потенціалом: це не що інше, як прояв геометрії простору-часу, пов'язаної з відносністю темпу перебігу фізичного часу.